# Joan Mascaró i Fornés
Joan Mascaró i Fornés   (Santa Margalida, 8 de desembre de 1897 - Comberton, 19 de març de 1987). Orientalista i llicenciat per la Universitat de Cambridge en literatura anglesa i en llengües orientals (sànscrit i pali). Durant la República Espanyola va ser professor de sànscrit a la Universitat de Barcelona on es va relacionar amb rellevants intel·lectuals de l’època. Exiliat a Anglaterra durant la Guerra Civil Espanyola, Mascaró es va dedicar a donar classes i a traduir llibres sànscrits a l'anglès, com els Upanishads i el Bhagavad Gita. Les seves traduccions no eren literals sinó que buscaven captar l'esperit original dels textos i van ser  elogiades per Rabindranath Tagore i George Harrison. Aquestes van tindre una amplia difusió i influïren en els anys seixanta i setanta en desvetllament de l’interès per la filosofia i la mística orientals especialment als països anglo-nord-americans. A partir de la recuperació de la democràcia a Espanya  començà un procés de recuperació en el món català de la figura i obra de Joan Mascaró.

## Biografia

### Infància i formació
Joan Mascaró va néixer en una família modesta i pagesa de la vila de Santa Margalida (Mallorca) el 8 de desembre de 1897. Degut a la crisi econòmica de l'illa i seguint el corrent migratori de principi de segle, l'any 1908 els seus pares amb els quatre germans i la germana acabada de néixer, anaren a Alger a una casa de camp d'un poble que es diu Fondouk. Abans de la partida dels seus pares i germans, Joan Mascaró, que era el fill més gran, va passat a viure a Palma amb un oncle del seu pare que el va cuidar com un vertader pare i l'ajudà i aconsellà durant tota la seva vida. Vivien en un pis del barri de pescadors, a la mateixa Porta de Santa Catalina i en Joan Mascaró recordava aquella època: «Des de la Porta jo podia anar a l'Hort d'en Moranta, on una quarterada o més d'hort, amb alguns arbres centenaris i unes vaques, li donaven un aire de grandesa de la terra i de la ciutat. Qui pogués explicar, en poesia, la grandesa d'aquells anys!».
Després de l'ensenyament primari va anar a l'Escola de Comerç on va aconseguí el títol de pèrit mercantil als quinze anys i el de professor mercantil als disset. Va ser un alumne   amb bona memòria, intel·ligent i  amb vivesa natural. Ja es despertà en ell un especial interès pels idiomes, estudiava alemany i assistia a classes particulars d'anglès i francès. Amb un company seu, Marian Jaquotot, estudià esperanto.
De 1916 a 1920 va treballar com a funcionari al Consolat Britànic a Palma de Mallorca. Segons explica en la seva correspondència, és per aquells anys que comença a interessar-se per la cultura i literatures de l'Índia. És en aquesta època que llegí per primera vegada el Bhagavad Gita en una traducció al castellà feta del sànscrit (la versió de Roviralta), obra que li va causar una profunda impressió i que el va esperonar a ampliar coneixements sobre aquell món.

### Estudis a Cambridge i primeres experiències
El financer Joan March i Ordinas, que també era de Santa Margalida,  li va demanà si estaria disposat a donar lliçons d'anglès al seu fill Joan i acompanyar-lo a l'estranger a estudiar idiomes. Com a contrapartida l'ajudaria en els seus estudis. El gener de 1924 van marxar de viatge i van fer estada a Holanda, Anglaterra, França, Alemanya. Joan Mascaró va proposar quedar-se a Anglaterra per estudiar i l'any 1926 tant Joan March com Joan Mascaró van anar a estudiar a la Universitat de Cambridge.
Mascaró, va estudiar en el  Downing College de Cambridge i el 18 de juny de 1929  li atorgaren la llicenciatura en literatura anglesa i en les llengües orientals sànscrit i pali i en 1932 el títol de doctor per la mateixa universitat.  Durant la seva etapa d'alumne va assolir cert prestigi com a conferenciant. El 7 de novembre de 1927 va fer una conferència en castellà sobre “Mallorca, su cultura y literatura catalana” en un col·legi de Cambridge. La seva facilitat idiomàtica (aleshores ja escrivia i parlava amb fluïdesa els quatre idiomes científics: anglès, francès, alemany i italià) i el saber veure la unitat en la diversitat de les religions  va fer que fos invitat sovint per fer xerrades a altres col·legis. La Universitat el distingí  el 11 de juny de 1928 amb premi extraordinari de sànscrit. Durant la seva estada a Cambridge va conèixer a Dámaso Alonso, Jorge Guillén, Joaquim Xirau i Salvador de Madariaga. L'any acadèmic 1930-1931, a través de Madariaga, Guillén el va convidar a Oxford a donar un curs de vuit lliçons magistrals sobre els místics espanyols de l'Edat d'Or.
Un cop acabat els estudis sembla que un dels seus objectius era conèixer Ceilan, ara Sri Lanka. El 1931 se li va oferir anar com a “vice principal” i cap del departament d'anglès a un «college» de Haffna. De la seva estada a Ceilan ens queda una conferència que va donar a professors d'aquell país. En aquesta conferència destaquen dos aspectes. El primer és perquè es va posar al costat del moviment independentista d'aquella colònia britànica. En segon lloc, indica que l'educació que es fa a Ceilan és colonial, és britànica i s'hauria de fer una educació sorgida de la  mateixa realitat nacional de Ceilan.

### Professor de la Universitat de Barcelona
Per recomanació de  Joaquim  Xirau, que havia treballat a la càtedra de Salvador de Madariaga a Oxford, va ser nomenat per la Universitat Autònoma de Barcelona professor encarregat de curs per la disciplina de llengua i literatures angleses el 24 d'octubre de 1933. També el van nomenar per part de la Generalitat professor de l'Escola Normal i de l'institut Escola de Barcelona.
Per notes de premsa que va guardar d'aquells anys es veu que Mascaró no va estar gaire quiet. Es va relacionar amb  escriptors, intel·lectuals o professors com Moisès Broggi, Bartomeu Rosselló Pòrcel, Raimon Panikkar, Carles Pi i Sunyer ,Josep Trueta, Carles Riba, Josep Carner i Pompeu Fabra, entre d'altres. Va donar conferències sobre literatura anglesa, o sobre el món hindú; seminaris a la universitat sobre qüestions pedagògiques o formant part d'un club promogut per Joaquim Xirau que es deia «Club 1936».
Mascaró tenia un ideari pedagògic tot i que la intenció de la seva obra no fos proposar de forma explícita un concepte d'educació, ni tampoc fer cap tractat de pedagogia. La idea d'educació de la qual parla Mascaró és amplia i va molt més enllà de l'academicisme. Per ell l'educació s'ha de fonamentar essencialment en l'home i en la seva interioritat. El saber bàsic i fonamental és el coneixement d'un mateix i el creixement de la pròpia consciència. L'espiritualitat en l'obra de Mascaró és un principi pedagògic fonamental. El camí de la formació de la persona ha de passar necessàriament per la interioritat. Aleshores ningú pot ser educat sinó que cada un s'educa.

### Guerra civil i exili a Anglaterra
A l' inici de la guerra civil espanyola Mascaró es va exiliar a Anglaterra on es va  retrobar amb el professor John Stuart Mackenzie amb qui era amic de quan era estudiant a Cambridge. Mackenzie i la seva dona Millicent el van acollir a casa seva. L'estima del matrimoni que el va acollir fou tant gran que volgueren que tingués una casa pròpia. Pel setembre de 1937 deia en una carta al seu oncle: «Ja tenc l'escriptura de la meva casa de Cambridge.Tot ho he d'agrair a la senyora Mackenzie».
A partir d'aquesta arribada a Anglaterra Mascaró es va dedicar plenament al seu treball de traductor del sànscrit, però aquesta vegada a l'anglès. Addicionalment donava algunes classes i conferències. L'any 1938 va finalitzar el llibre «Himalayas of the Soul», una selecció dels Upanishads, que va publicar l'editorial John Murray de Londres. Aquesta primera traducció dels Upanishads incloïa 10 dels upanishads més importants i una introducció. El mateix any  Rabindranath Tagore li envià una carta a Mascaró elogiant la seva traducció. Recordem que Tagore a més a més de ser Premi Nobel de literatura tenia un gran domini dels upanishads i que de petit el seu pare li feia recitar de memòria. En aquesta carta Tagore diu del llibre de Mascaró: «Ens oferiu una versió que per fortuna no és estrictament literal i per tant més propera a la veritat i que és feta amb un esperit just i amb un llenguatge sensible que ha captat d'aquestes sublims paraules la veu interior que va més enllà dels límits de les paraules(…). El que no heu traduït també mostra la vostra discriminació, ja que hi ha extensos passatges, especialment als grans Upanishads com el Chandogya que són simbòlics i que només expressarien el seu significat místic llegits en el context de la vida i costums de l'època en què s'escriviren (…)»
Al llarg del seu dilatat exili, tot i que emprava l'anglès com a vehicle d'expressió literària, Mascaró mai es va allunyar o divorciar de la seva cultura. Constantment podem rastrejar cites de Ramon Llull o Joan Maragall a les pàgines dels seus escrits teòrics i, amb els anys, es va convertir en una mena de pont entre la cultura catalana a l'exterior i la de l'interior a través de la seva nodrida correspondència amb intel·lectuals i escriptors. De fet, començà a visitar el país amb una certa assiduïtat a partir de 1945. També va ser protector i promotor del diccionari Alcover-Moll a partir de la seva represa el 1949, encara que ja havia tractat mossèn Alcover i coneixia a Francesc de Borja Moll des de l'any 1930.
Des de la seva tornada a Anglaterra, Mascaró vivia a Comberton, un poble al costat de Cambridge en una casa del segle XVII que es deia «The Retreat» «el refugi». A la casa hi vivien la propietària, una senyora vídua que portava la gestió i la seva filla, mestra, que es dedicava a l'ensenyança d'infants petits. Mascaró s'enamorà de la filla, Miss Katheleen Ellïs i es van casar l'any 1951. La tardor de 1951 tingueren dos bessons, un fill i una filla, Martí i Maria Coloma.

## Obra i llegat

### Les seves traduccions a l'anglés
Les seves traduccions a l'anglés de Lamps of fire, Bhagavad Gita, The Upanishads i The Dammapada,  van tenir molt bona acollida.
La primera traducció, Llànties de foc, són  tres-cents trenta pensaments traduïts per Mascaró a l'anglès de Sant Joan de la Creu, Sant Francesc d'Assís, Tolstoi, Confuci, Tao-Teking, la Bíblia, l'Alcorà, els veda, Plató i pensadors europeus com Shelley, Kant, Pascal i d'altres. Com diu Mascaró en el Pròleg,«Aquestes llànties de foc poden esdevenir una claror en la profunda foscúria i un refugi de la tempesta. Perquè en la meravella d'aquestes grans paraules trobem la bondat i la bellesa; i més enllà de la veritat de les idees trobem la Veritat del nostre ésser».
Les traduccions del sànscrit a l'anglès del Bhagavad Gita, els Upanishads i del Dammapada del pali a l'anglès encara es poden trobar   al catàleg de Peguin Classics. Respecte a les vendes d'aquestes traduccions hi ha poca informació però Mascaró en una carta a l'editor Francesc de Borja Moll l'any 1973, sols 11 anys després de la primera edició, li comenta. «Del meu Bhagavad Gita ja han venut uns 400 mil exemplars». Joan Maimó aporta informació addicional sobre les vendes:« Els tres llibres publicats per la editorial Peguin Classics han atès més del milió d'exemplars. Entre els anys 1973 i 1974 el nombre d'exemplars publicats fou de 120.547».
Les seves traduccions  serviren per popularitzar als anys seixanta i setanta, especialment als països anglo-nord-americans, uns textos que fins llavors sols eren coneguts pels especialistes. El grup musical llavors més famós del món, The Beatles,  tingué contactes amb ell i un dels components del grup, George Harrison, li dedicà la cançó The Inner Light que es una traducció del capitol 47 del Tao teking de Lao Tsé feta per Mascaró. Quan als EUA i especialment a Califòrnia, els moviments dits contraculturals s'interessaren per la cultura d'Orient, les seves versions eren de les més llegides.
Es en aquesta època en 1967 quan l'escriptor Luis Racionero va tindre una trobada amb Joan Mascaró a casa d'aquest i això és el que va dir d'aquella dia: «La conversación fue lo que los hippies llaman un “turn on”, o sea, una apertura de la mente, porque no fue solo que nos introdujera a la filosofía oriental, sino que nos mostró la unidad de todas las religiones».

### El concepte de traducció en Joan Mascaró
Per definir com estan construïdes  les traduccions de Joan Mascaró veurem el que diuen sobre elles el mateix Mascaró, Oscar Pujol, William Radice, The Times i Nouno Courela.
Mascaró en “Nota a la traducció anglesa»ens comenta:«L'objectiu d'aquesta traducció del  Bhagavad Gita és donar, sense notes ni comentari, el missatge espiritual del Bhagavad Gita en anglès pur». Aquesta tasca li va portar molt de temps com diu Mascaró en la mateixa Nota: “Com que aquesta traducció fou començada vint anys abans d'esser publicada i com que a vegades he traduït un vers més de vint vegades abans de quedar satisfet, confio haver estat fidel a l'Esperit de l'original i a mi mateix. Hi ha un vers al Bhagavad Gita,9-26, que a vegades em ve a la ment: «Si un m'ofereix amb devoció just una fulla, o una flor, o una fruita o també una mica d'aigua, Jo ho accepto d'aquesta ànima anhelant perquè amb un cor pur em fou ofert amb amor».
La traducció del Bhagavad Gita es va publicar  en 1962 per l'Editorial Penguin de Londres amb una tirada inicial de quaranta mil exemplars. The Times en les pàgines del seu suplement literari del 9 de març de 1962 deia sobre aquesta traducció: «La tasca de traduir bé un treball d'aquest tipus és en veritat formidable. Per esperar tenir èxit, el traductor ha de posseir almenys tres qualitats. Ha de ser un artista de les paraules, així com un estudiós del sànscrit, i sobretot, si sense cap classe de dubtes, ha de ser profundament afí amb l'esperit de l'original. El senyor Mascaró ha tingut tant d'èxit perquè posseeix totes aquestes qualitats. (…). Per a ell, el Bhagavad Gita és, sobretot, un poema espiritual i com a tal ha de ser jutjat i vist com una unitat. Una aproximació analítica mai no ens revelarà el significat complet d'un poema(…). El Gita no és sols la més venerada de les escriptures hindús, sinó també una font universal de saviesa. Aquí tenim una versió anglesa en la qual la universalitat s'expressa en unes paraules que la seva lectura proporciona un veritable plaer». A més a més, en la seva recerca d'un llenguatge simple i pur Mascaró no va regatejar esforços: «als divuit versos de l'Isa Upanishad vaig dedicar tot un mes de pensament i de treball».
Oscar Pujol doctor en filosofia i filologia sànscrita ens diu el següent sobre la manera de traduït de Mascaró: «El que Mascaró reprodueix en les seves traduccions es un doble moviment. Des del món de les Upanishads davalla al de la realitat quotidiana, representat per l'acte sempre difícil de la traducció. Tot seguit, després de la immersió en el cos del llenguatge, fa pujar el lector vers el món de l'Esperit gràcies a la prosa clara i lluminosa de les seves traduccions».
Nouno Courela, en la seva tesi doctoral dirigida per William Radice, gran amic de Mascaró, ens fa veure la  dificultat que te la traducció d'un tema espiritual d'una altra cultura: «Encara que Mascaró insisteix en la naturalesa universal de la veritat, els seus punts de vista i observacions sobre les tradicions i textos religiosos no cristians segueixen anclats en valor europeus /cristians (dominants) i no es basen com ell creia en una experiència espiritual directa».

## Final de vida i reconeixements
El 20 de juliol de 1985, festa de Santa Margalida, Patrona del seu poble natal fou nomenat fill il·lustre de la Vila de Santa Margalida.
Va morir el 19 de març de 1987 a la seva casa de Comberton, Cambridge, després de quasi noranta anys de vida. El 28 de març i per voluntat pròpia, la seva despulla mortal retornà a Mallorca per reposar en el cementiri rural de Santa Margalida. Sobre la seva llosa hi han aquestes paraules escrites en català i en anglès: «Venim de Déu, vivim de Déu i anam a Déu».
El 5 de setembre de 1997 va ser investit , a títol pòstum, Doctor Honoris Causa per la Universitat de les Illes Balears.
Després de la seva mort,  el seu amic William Radice, doctor en literatura bengalí, a partir d'uns  seixanta-un quaderns amb reflexions, pensaments i cites de Mascaró escrits al llarg de la seva vida va editar  el llibre  «La creació de la fe». Aquest llibre  té com a subtítol: El testament espiritual d'un gran mallorquí Joan Mascaró.